# ليه كراولي
ليه كراولي (بالإنجليزية: Les Crawley)‏ هو لاعب كرة قدم أسترالية أسترالي، ولد في 11 مارس 1927.

## وصلات خارجية
- ليه كراولي على موقع AustralianFootball.com (الإنجليزية)
- ليه كراولي على موقع AFLtables.com (الإنجليزية)